# Provincie Foggia
Foggia (Provincia di Foggia) je provincie v oblasti Apulie. Sousedí na západě s provinciemi Campobasso a Benevento, na jihu s provinciemi Avellino a Potenza a na východě s provincií Barletta-Andria-Trani. Na severu její břehy omývá Jaderské moře. Je druhou největší italskou provincií. Tři obce se v roce 2009 odtrhly, aby spoluvytvořily novou provincii Barletta-Andria-Trani.

## Okolní provincie
| Růžice kompasu | Campobasso |                  |                       | Růžice kompasu |
| Růžice kompasu | Benevento  | Sever            |                       | Růžice kompasu |
| Růžice kompasu | Benevento  | Provincie Foggia |                       | Růžice kompasu |
| Růžice kompasu | Benevento  | Jih              |                       | Růžice kompasu |
| Růžice kompasu | Avellino   | Potenza          | Barletta-Andria-Trani | Růžice kompasu |